# Plagithmysus cheirodendri
Plagithmysus cheirodendri là một loài bọ cánh cứng trong họ Cerambycidae.